# Episodi di Scuola di streghe (prima stagione)
La prima stagione della serie televisiva Scuola di streghe, composta da 13 episodi, è stata trasmessa nel Regno Unito sul canale ITV dal 28 ottobre 1998 al 29 gennaio 1999.
| n. | Titolo originale                 | Prima TV Regno Unito |
| -- | -------------------------------- | -------------------- |
| 1  | The Battle of the Broomsticks    | 22 ottobre 1998      |
| 2  | We Feast at the Midnight Hour    | 29 ottobre 1998      |
| 3  | A Pig in a Poke                  | 5 novembre 1998      |
| 4  | A Mean Halloween                 | 12 novembre 1998     |
| 5  | Double, Double, Toil and Trouble | 19 novembre 1998     |
| 6  | Monkey Business                  | 26 novembre 1998     |
| 7  | Miss Cackle's Birthday Surprise  | 3 dicembre 1998      |
| 8  | The Great Oudoors                | 10 dicembre 1998     |
| 9  | The Heat is On                   | 17 dicembre 1998     |
| 10 | Sorcery and Chips                | 7 gennaio 1999       |
| 11 | Let Them Eat Cake                | 14 gennaio 1999      |
| 12 | Sweet Talking Guys               | 21 gennaio 1999      |
| 13 | A Bolt from the Blue             | 28 gennaio 1999      |